# 帕特尼翁

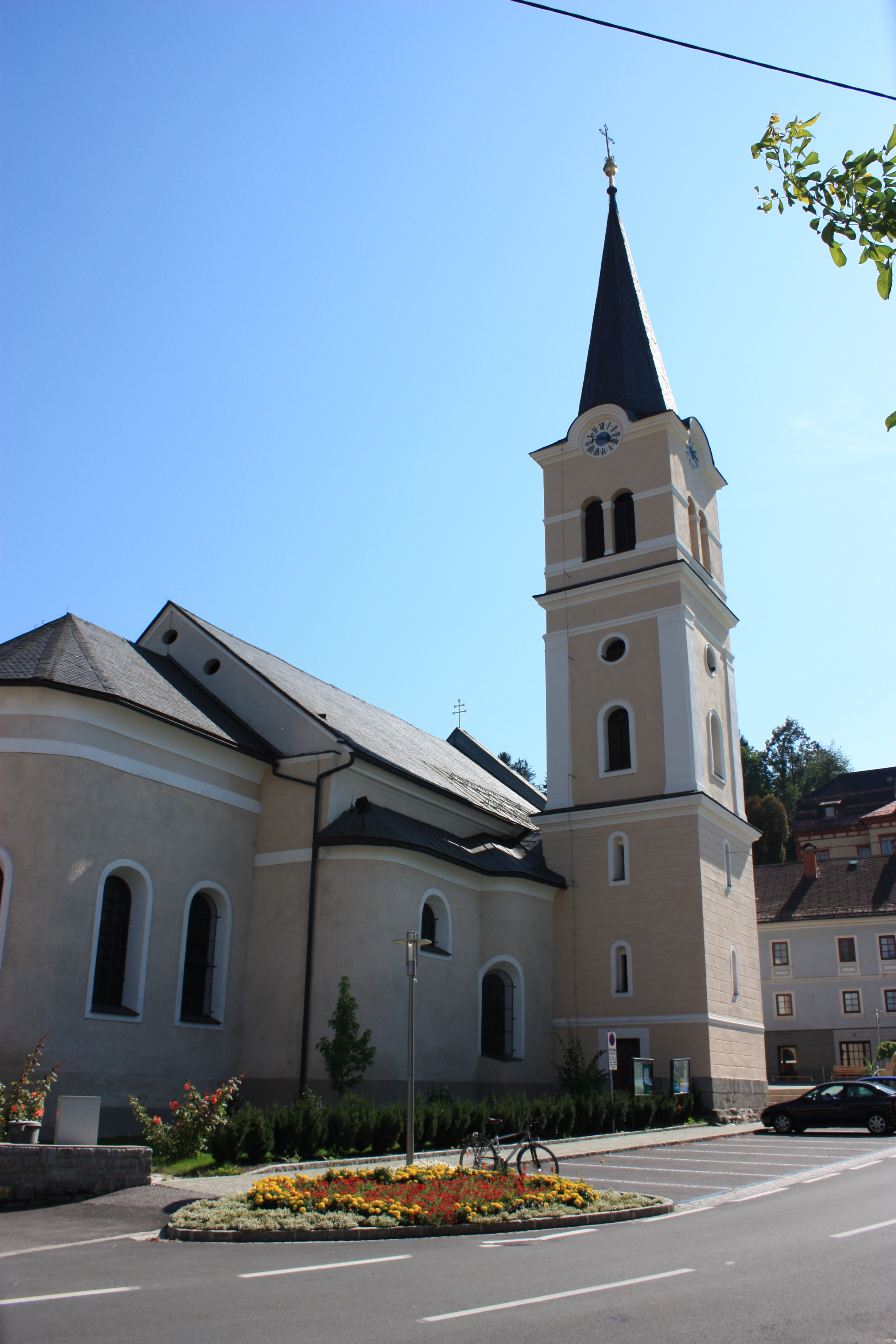

帕特尼翁是奧地利的城鎮，位於該國南部，距離菲拉赫約18公里，由克恩頓州負責管轄，面積105.5平方公里，海拔高度519米，2012年人口6,032，其中六成居民信奉羅馬天主教。